# Dusty Brown
Pour les articles homonymes, voir Brown.
Dustin William Brown (né le 19 juin 1982 à Orange, Californie, États-Unis) est un receveur de baseball sous contrat avec les Indians de Cleveland de la Ligue majeure.

## Carrière
Dusty Brown est drafté en 35e ronde par les Red Sox de Boston en juin 2000.
Après plusieurs années passées en ligues mineures, il fait ses débuts dans le baseball majeur avec Boston le 23 juin 2009. Il maintient une moyenne au bâton de, 333 avec un pourcentage de présence sur les buts de, 500 au cours d'un bref séjour de sept parties avec les Red Sox en 2009. Le 30 septembre, dans la dégelée de 12-0 que les Sox subissent aux mains des Blue Jays de Toronto, le receveur Brown est utilisé comme lanceur pendant une manche. Il donne deux coups sûrs et un point aux Jays mais réussit à retirer Randy Ruiz sur des prises avec un coureur au troisième but. Brown est alors le troisième joueur de position utilisé comme lanceur par les Red Sox cette saison-là (un record du baseball majeur) et le premier receveur à lancer pour cette franchise. Le premier coup sûr de Dusty Brown dans les majeures, réussi le 3 octobre contre les Indians de Cleveland, est un coup de circuit aux dépens du lanceur Mike Gosling qui lui vaut une ovation à Fenway Park,.
En 2010, Brown passe la majorité de la saison dans les mineures, ne jouant que sept matchs pour les Red Sox. Devenu agent libre à la conclusion de cette campagne, il rejoint les Pirates de Pittsburgh, avec qui il s'aligne pendant onze matches en 2011.
Le 2 décembre 2011, il signe un contrat des ligues mineures avec les Rangers du Texas mais passe la saison 2012 en ligues mineures. 
Il rate toute la saison 2013 après une opération de type Tommy John au coude. En 2014, il rejoint les A's d'Oakland qui l'assignent aux ligues mineures mais apprend au camp d'entraînement qu'il doit à nouveau être opéré, cette fois à l'épaule droite. Il ne joue finalement que dix matches des ligues mineures avec un club-école des A's avant d'être libéré de son contrat. Il signe ensuite chez les Indians de Cleveland en août 2014 et est assigné aux Clippers de Columbus, le club-école de niveau AAA.